# Hamilton Fish III

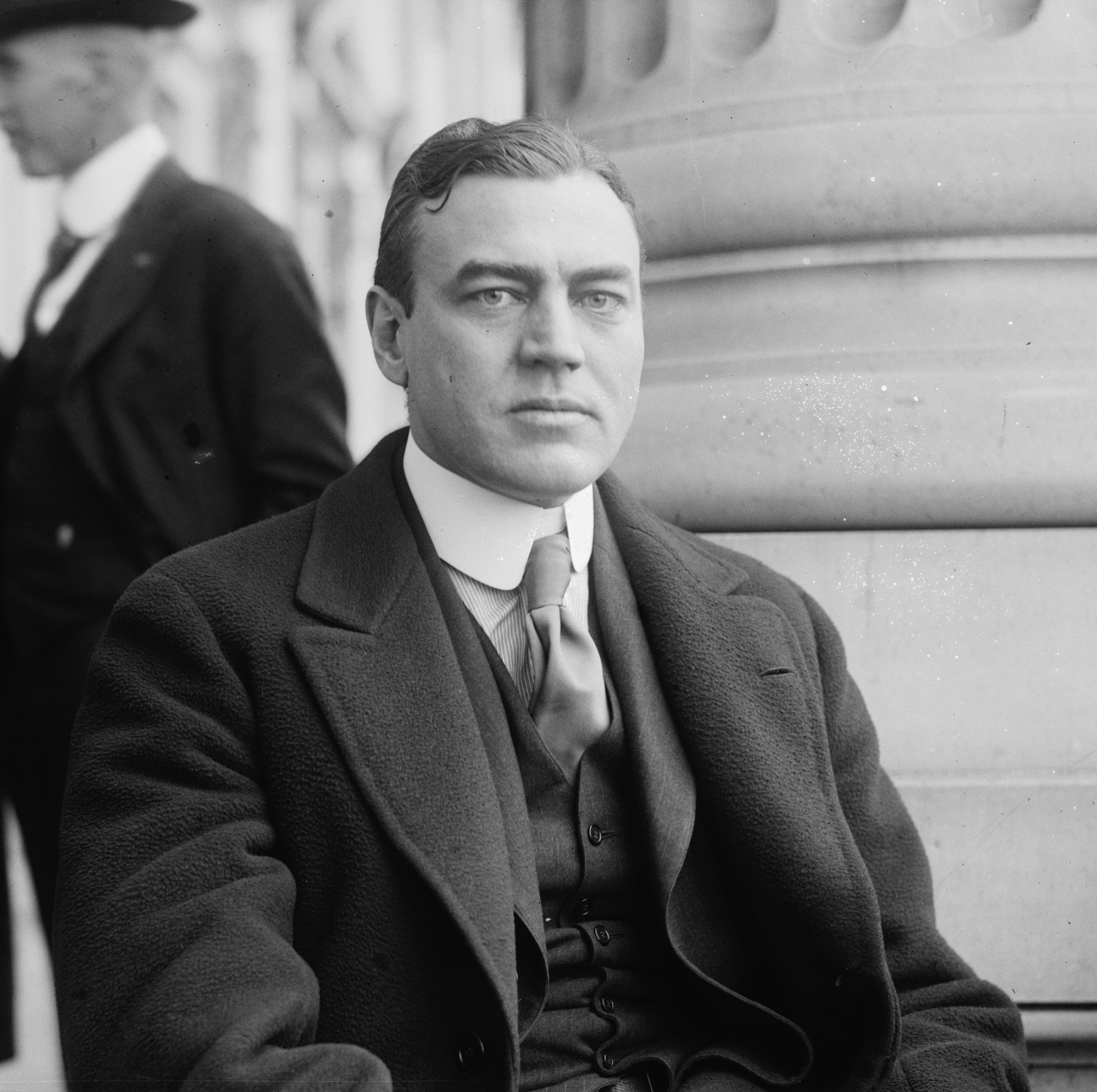
Hamilton Fish III

Hamilton Stuyvesant Fish, auch Hamilton Fish III (* 7. Dezember 1888 in Garrison, Putnam County, New York; † 18. Januar 1991 in Cold Spring, New York) war ein amerikanischer Politiker. Von 1920 bis 1945 war er republikanischer Abgeordneter im US-Repräsentantenhaus und Gegner Franklin D. Roosevelts.

## Frühes Leben
Fish war das vierte von fünf Kindern, und der einzige Sohn, von Hamilton Fish II (1848–1936) und dessen Frau Emily Maria, geb. Mann (1854–1899), sowie der Enkel des ehemaligen US-Außenministers Hamilton Fish (1808–1893) unter Präsident Ulysses S. Grant. Sein Urgroßvater Nicholas Fish (1758–1833) war mit Elizabeth Stuyvesant, einer Nachfahrin des Peter Stuyvesant, Generaldirektor der Kolonie Nieuw Nederland verheiratet. Edith Stuyvesant Vanderbilt war eine entfernte Verwandte.
Wie sein Vater besuchte er das Chateau de Lancy Geneve, ein Internat bei Genf. Den Sommer verbrachte die Familie in Bayern. Von 1906 bis 1909 studierte er an der Harvard University Geschichte und Verwaltung, dann Rechtswissenschaft an der Harvard Law School, brach sein Studium aber vor dem Abschluss ab und arbeitete bei einer Versicherung in New York City. Zwischen 1914 und 1916 war er Progressiver Abgeordneter in der New York State Assembly.
Mit Eintritt der Vereinigten Staaten in den Ersten Weltkrieg trat Fish in das 369th U.S. Infantry Regiment aus Harlem ein, eine der ersten afroamerikanischen Armeeeinheiten das von hauptsächlich weißen, aber auch einigen wenigen schwarzen Offizieren geführt wurde. Die Harlem Hellfighters waren das bekannteste afroamerikanische Regiment und standen mit 191 Tagen länger als jedes andere amerikanische Regiment an der Westfront in Frankreich, und ertrugen mit 1500 Verlusten mehr als jede andere Einheit.

## Politik

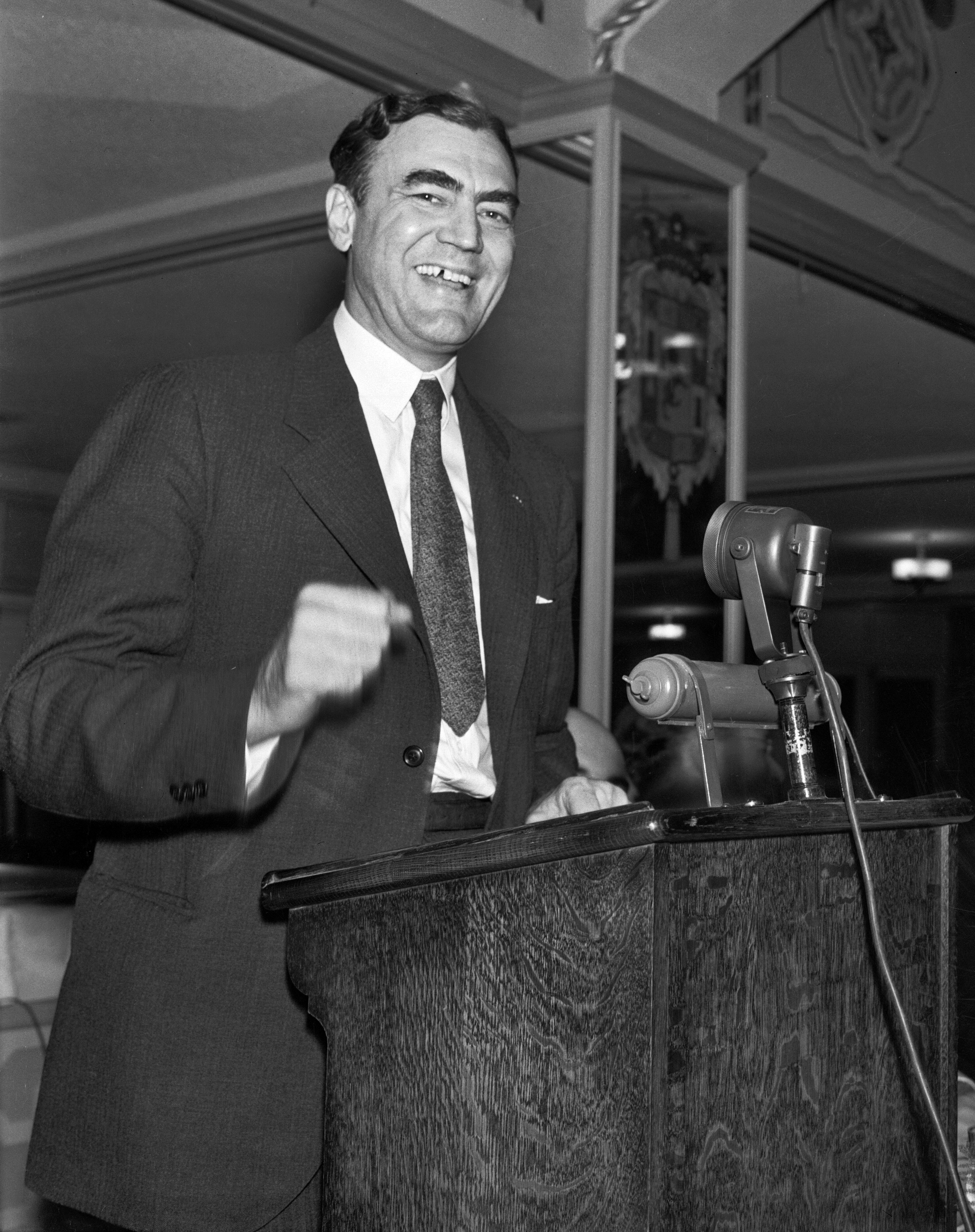
Fish bei einer Rede (1935)

Als republikanischer Abgeordneter im Repräsentantenhaus war Fish als Antikommunist und Gegner von Roosevelts New Deal bekannt. Im Fish Committee untersuchte er ab Mai 1930 des Kommunismus verdächtige Organisationen wie die ACLU und den Präsidentschaftsbewerber William Z. Foster. Dem Justizministerium empfahl das Komitee die Stärkung der entsprechenden Immigrations- und Deportationsgesetze. Fish war Mitglied des Statuten-Ausschusses, dessen Vorsitz er zuletzt anstrebte, um gegen Roosevelt ein Impeachment-Verfahren anzustrengen. 1933 bis 1943 war er Mitglied des Auswärtigen Ausschusses im Kongress.
Fish war im Gegensatz zu Präsident Roosevelt bis zum Angriff auf Pearl Harbor „Nicht-Interventionist“, unterstützte das America First Committee und war gegen den Eintritt in den von ihm so bezeichneten „europäischen Krieg“ (Zweiter Weltkrieg). Als US-Bundesbehörden gegen Ernest Lundeen ermittelten, da dieser Geld vom NS-Spion George Sylvester Viereck angenommen hatte, ließ ein Mitarbeiter von Hamilton Fish III Beweise verschwinden und lagerte diese im Abgeordnetenbüro von Fish.
Als er 1944 aus dem Kongress ausschied, äußerte er: „Den größten Teil der New-Deal-Administration, halb Moskau, 400.000$ und Gouverneur Dewey brauchte es, um mich zu schlagen.“
Nach der Wahlniederlage verklagte Fish Robert F. Cutler vom Good Government Committee, das ihn mit Fritz Julius Kuhn und dem Amerikadeutschen Bund in Verbindung gebracht hatte, wegen Verleumdung. Später war er viele Jahre Sprecher von politischen und Veteranen-Verbänden. 1958 gründete er den Order of Lafayette, eine patriotische Vereinigung zur Erinnerung an die amerikanischen Kämpfer in Frankreich im Ersten und Zweiten Weltkrieg.
Nachdem Fish Roosevelt, Winston Churchill, Henry Morgenthau und Douglas MacArthur überlebt hatte, veröffentlichte er ein Buch über die Kriegspolitik der Vereinigten Staaten vor und während des Zweiten Weltkrieges. Er wurde 102 Jahre alt.

## Privatleben
Fish war vier Mal verheiratet. Am 25. September 1921 heiratete er in Montreal Grace Chapin Rogers (1885–1960), Tochter von Alfred C. Chapin, die aus erster Ehe einen Sohn und eine Tochter mitbrachte. Zusammen hatte das Paar drei Kinder: Elizabeth Stuyvesant Fish (1922–2015), Lillian Veronica Fish (1924–?) und Hamilton Fish IV (1926–1996). Lillian heiratete David Whitmire Hearst, einen Sohn von William Randolph Hearst. Grace Fish starb 1960 mit 75 Jahren. 
Am 22. Juni 1967 heiratete er in zweiter Ehe die russischstämmige Marie Choubaroff Blackton, Witwe von Nicholas Blackton. Sie starb 1974 an Krebs. Seine dritte Ehefrau wurde am 16. Oktober 1976 Alice Beardsley Curtis Desmond, Witwe von Thomas C. Desmond. Diese Ehe wurde 1984 geschieden. Am 9. September 1988 heiratete er in vierter und letzter Ehe die 44 Jahre jüngere Lydia Ambrogio Gleason (1932–2015), die fünf erwachsene Kinder aus früheren Ehen hatte. Diese Ehe bestand bis zu seinem Tod drei Jahre später. 

## Schriften
- George Washington in the Highlands, or some unwritten history. Newburgh News, Newburgh, NY 1932.
- The challenge of world communism. The Bruce publishing company, Milwaukee 1946.
- The Red plotters. Domestic and Foreign Affairs, New York 1947.
- Today’s world (Periodikum im Selbstverlag, New York 1947–1948)
- Lafayette in America during and after the Revolutionary War and other essays on Franco-American relations. Vantage Press, New York 1976. ISBN 0533023149.
- New York State: the battleground of the Revolutionary War. Vantage Press, New York 1976. ISBN 0533021286.
- The American people are living on top of a nuclear volcano. Vantage Press, New York 1976. ISBN 0533022363.
- FDR, the other side of the coin: how we were tricked into World War II. Institute for Historical Review, Torrance, CA 1976. ISBN 0911038647.
- FDR, the other side of the coin: how we were tricked into World War II. Vantage Press, New York 1976. ISBN 0533022207.
  - Deutsch: Der zerbrochene Mythos – F.D. Roosevelts Kriegspolitik 1933–1945. Grabert-Verlag, Tübingen 1982.
- An American manifesto of freedom in answer to the manifesto on Communism (1848). Vantage Press, New York 1977. ISBN 0533022371.
- Tragic deception : FDR and America’s involvement in World War II. Devin-Adair, Old Greenwich, Conn. 1983. ISBN 0815969171.
- Memoir of an American patriot. Regnery Gateway, Washington, D.C. und  National Book Network, Lanham, MD 1991. ISBN 0895265311.